# Savigniella costata
Savigniella costata är en insektsart som först beskrevs av Johann Christoph Friedrich Klug 1838.  Savigniella costata ingår i släktet Savigniella och familjen Nemopteridae. Inga underarter finns listade i Catalogue of Life.